# Штарцах
Штарцах (нем. Starzach) — община в Германии, в земле Баден-Вюртемберг.
Подчиняется административному округу Тюбинген. Входит в состав района Тюбинген. Население составляет 4439 человек (на 31 декабря 2010 года). Занимает площадь 27,82 км².
Коммуна подразделяется на 5 сельских округов.